# 俞峻
俞峻（？—1787年1月16日），浙江臨安人，清朝政治人物。

## 生平
俞峻為舉人出身。乾隆五十一年（1786年）十月任台灣府彰化縣知縣。同年十一月二十七日（1787年1月16日）夜，與林爽文起事軍交戰殉職。